# Stelgidillas gracilirostris
Stelgidillas gracilirostris е вид птица от семейство Бюлбюлови (Pycnonotidae), единствен представител на род Stelgidillas.

## Разпространение
Видът е разпространен в Западна и Централна Африка.